# Euploea dominans
Euploea dominans är en fjärilsart som beskrevs av Hans Fruhstorfer 1910. Euploea dominans ingår i släktet Euploea och familjen praktfjärilar. Inga underarter finns listade i Catalogue of Life.